# Senatus consultum de Aphrodisiendibus
Das Senatus consultum de Aphrodisiensibus war ein am 2. Oktober 39 v. Chr. in Rom erlassener Senatsbeschluss zur Reichsverwaltung. Er verlieh der antiken kleinasiatischen Stadt Aphrodisias in Karien den Status einer civitas libera, einer freien Gemeinde. Durch den Beschluss wurde das Bündnis zu Rom erneuert und dabei Wohlwollen und Freundschaft zugesichert. Gleiches galt für die Stadt Plarasa. Das führte zur Befreiung der Bevölkerung von Abgaben und der Streichung aus dem Steuerregister. In Anbetracht römischer Bürger sollten eigene Gerichtshöfe zugestanden sein, Sicherheiten in Form von Bürgschaften brauchten nicht geleistet werden.
Mit viel Detailreichtum behandelt der Beschluss die historischen Ereignisse der Gemeinde Aphrodisias in der Zeit des zweiten Triumvirats und bestätigt schließlich ihren Status als civitas libera et foederata („freie und verbündete Gemeinde“). Dem weiteren Text lässt sich entnehmen, dass Aphrodisias Schutzstatus vor Gefahren und Verfolgung zugesichert wird. Dieses Versprechen steht im Zusammenhang mit den kultischen Feierlichkeiten, die im zentralen Aphrodite-Tempel praktiziert wurden. Letztlich informiert das Konsult noch über die allgemeine Verwaltungsarbeit des Senats am Ende der Republik.
Eine griechische Übersetzung des Textes ist zumindest zur Hälfte in Form einer fragmentarisch erhaltenen Inschrift überliefert. In der Epigraphik gilt diese trotz der unvollständigen Erhaltung als einer der längsten bekannten Rechtstexte.